# ميك كوستيلو
ميك كوستيلو (بالإنجليزية: Mick Costello)‏ هو سياسي بريطاني، ولد في 1 يونيو 1936. حزبياً، نشط في الحزب الشيوعي في بريطانيا العظمى (1956 – 1980) والحزب الشيوعي البريطاني (2008 – ).